# Павлов, Виктор Иванович (геодезист)
Виктор Иванович Павлов (1 января 1930, Торопец — 25 декабря 2023, Санкт-Петербург) — советский геодезист, фотограмметрист, доктор технических наук, профессор, заведующий кафедрой инженерной геодезии Ленинградского горного института (1984 — 2009). Заслуженный работник геодезии и картографии России (1994).

## Биография
Родился 1 января 1930 года в городе Торопце Великолукского округа Западной области (ныне город в составе Тверской области). В 1949—1954 годах обучался в Ленинградском горном институте по маркшейдерской специальности. В 1959 году окончил аспирантуру при Лаборатории аэрометодов АН СССР, защитив кандидатскую диссертацию под руководством Н. Г. Келля. Трудился в Лаборатории с 1957 по 1982 годы, был заведующим отделом аэрокосмической фотографии и фотограмметрии (1972 — 1982). В 1969 году защитил докторскую диссертацию  «Исследования по уравнению высотных фотограмметрических сетей с использованием дополнительных данных». 
Руководил работами по применению материалов аэрофотосъемки для решения инженерных задач и в целях геологической разведки. 
С 1982 года — профессор кафедры прикладной геодезии Ленинградского горного института. Заведующий кафедрой прикладной геодезии (1984 — 1986), прикладной геодезии и фотограмметрии (1986 — 1995), инженерной геодезии (1995 — 2009). После ухода с руководства кафедрой работал в должности профессора до 2017 года. 
В 1988 году организовал в ЛГИ обучение по заочной форме специальности «Прикладная геодезия», а в 1996 году — обучение студентов по специальности «Городской кадастр» в очной и заочной формах. 
За годы  деятельности опубликовал более 140 научных трудов, под его руководством защитилось 13 аспирантов.  
Награжден орденом «Знак Почёта» (1972), почётным званием «Заслуженный работник геодезии и картографии Российской Федерации» (1995).

## Основные труды
- "Математическая обработка фотограмметрических измерений" (1976);
- "Построение профилей местности фотограмметрическим методом" (1977);
- "Аэрофотогеодезия в геофизических исследованиях", совместно с А.Г. Приходой, Ю.А. Жилиным (1983);
- "Фотограмметрия. Теория одиночного снимка и стереоскопической пары снимков" (2000, 2006);
- "Фотограмметрия: наземная фотограмметрическая съемка" (2003, 2004, 2006, 2012);